# ウイルスバスター
ウイルスバスターとは、トレンドマイクロが開発するインターネットセキュリティスイートである。日本国外では「Trend Micro Internet Security」「PC-cillin Internet Security」などの名称を使用している。
当初はウイルス対策のためだけのソフトであったが、現在はAIを使った最新技術で個人情報を盗むスパイウェア、フィッシング詐欺、個人情報漏洩などを防げるインターネットセキュリティスイートに成長している。
日本国内では、常に売上ランキングの上位に位置し、日本全国の主要パソコン販売店のPOSデータから決めるBCN AWARDでは、集計が始まった2002年以降23年以上連続でシェア1位か2位を獲得している。とくに2009年（平成21年）から2021年（令和3年）までは13年連続1位を獲得した。
本項目では、特に断りの無い限り、日本での個人向け製品であるウイルスバスター シリーズについて解説する。
なお、ハンガリーのVirusBuster社もかつてはVirusBuster Internet Security という同名製品をリリースしていたが、トレンドマイクロや本製品とは無関係である。VirusBuster社は2012年に廃業しているため、後年において混同されることはほとんどない。

## 販売形態・ライセンス形態
販売形態はパッケージおよびダウンロード販売である。「2007」以降の家庭向け製品では1つのシリアル番号で同一家庭内の3台のパソコンまで使用できることも大きな特色である。これに伴い、2007以降は1年契約の場合の年会費が3150円から4725円に引き上げられることになった。また年会費が支払われていれば年度ごとの最新版は無料でダウンロードおよび使用が可能である。なお、「2008」からは同一法人に対しても1シリアル3台まで使用可能になった。Android用とiOS用のアプリが開発されてからは1シリアルで3台までの台数に、スマホやタブレットも含まれるようになった。
また、NTTの提供するフレッツでも、NTT東日本では「フレッツ・ウイルスクリア」の名で、NTT西日本では「セキュリティ対策ツール」の名でそれぞれウイルスバスターのOEMが提供されている。

## 歴史
- 1991年（平成3年）8月 - 最初のウイルスバスターを日本でも発売開始[2]
- 1992年（平成4年）
  - 8月 - ウイルスバスター2を発売[3]。
  - 12月 - LAN対応の「ウイルスバスターPro」を発売
- 1994年（平成6年）
  - 12月 - 「ウイルスバスター Ver.5」を発売
  - 12月 - NEC PC-9800シリーズ対応の「ウイルスバスター98」を発売
- 1995年（平成7年）11月 - 「ウイルスバスター95」を発売。以降、製品名に年表記が入るようになった。
- 1996年（平成8年）2月17日 - Windows NT Workstation 4.0対応の「ウイルスバスターNT for Workstation」を発売[4]。
- 1997年（平成9年）8月22日 - 「ウイルスバスター97」を発売。MS-DOS/Windows 3.1/Windows 95/Windows NTに対応。
- 1998年（平成10年）6月26日 - 「ウイルスバスター98」を発売[5]。4年前のNEC PC-98シリーズ向けのものと同一の名前だが、こちらは西暦に由来する98である。このバージョンからはWindows 95/98向けとなり、NEC PC-98シリーズなどでは動作しない。
- 1999年（平成11年）9月17日 - 「ウイルスバスター2000」を発売[6]。
- 2000年（平成12年）9月8日 - 「ウイルスバスター2001」を発売[7]。
- 2001年（平成13年）11月2日 - 「ウイルスバスター2002」を発売[8]。ブロードバンド対応として、ファイアウォール機能が強化された。
- 2002年（平成14年）11月1日 - 「ウイルスバスター2003」を発売[9]。
- 2003年（平成15年）10月24日 - 「ウイルスバスター2004 インターネット セキュリティ」を発売[10]。このバージョンからウイルス対策のためだけのソフトではなく包括的に保護できるインターネットセキュリティスイートであると名乗るようになった。
- 2004年（平成16年）10月22日 - 「ウイルスバスター2005 インターネット セキュリティ」を発売[11]。
- 2005年（平成17年）11月2日 - 「ウイルスバスター2006 インターネット セキュリティ」を発売[12]。
- 2006年（平成18年）9月22日 - 「ウイルスバスター2007 トレンド フレックス セキュリティ」を発売[13]。
- 2007年（平成19年）10月26日 - 「ウイルスバスター2008」を発売[14]。
- 2008年（平成20年）9月19日 - 「ウイルスバスター 2009」を発売[15]。
- 2009年（平成21年）9月4日 - 「ウイルスバスター2010」を発売[16]。「ウイルスバスター for Mac」も同梱し、同一ライセンスで使用できる。
- 2010年（平成22年）9月3日 - 「ウイルスバスター2011 クラウド」を発売[17]。クラウドコンピューティングを利用してウイルスパターンファイルの大半を同社サーバーに置き、パソコンへの負荷を低減する「スマートスキャン」機能を採用した。それに伴い、プログラムがゼロから書き直され、パーソナルファイアウォールなどの一部の機能が改良されている。内部バージョンは3。
- 2011年（平成23年）
  - 9月2日 - 「ウイルスバスター2012 クラウド」を発売[18]。
  - 9月2日 - Android向けセキュリティアプリ「ウイルスバスター モバイル for Android」を発売[19]。
- 2012年（平成24年）9月7日 - 「ウイルスバスター クラウド」を発売[20]。このバージョンから製品名に年表記やバージョンが入らないようになった。内部バージョンは6。
- 2013年（平成25年）10月3日 - 「ウイルスバスター クラウド」の最新版を発売[21]。内部バージョンは7。
- 2014年（平成26年）9月5日 - 「ウイルスバスター クラウド」の最新版を発売[22]。内部バージョン は8。
- 2015年（平成27年）9月4日 - 「ウイルスバスター クラウド 10」を発売[23]。Windows 10に対応した。
- 2016年（平成28年）9月1日 - 「ウイルスバスター クラウド」の最新版を発売[24]。名前は数字のつかない以前の表記に戻った。内部バージョンは11。
- 2017年（平成29年）9月8日 - 「ウイルスバスター クラウド」の最新版を発売[25]。内部バージョンは12。
- 2018年（平成30年）9月13日 - 「ウイルスバスター クラウド」の最新版を発売[26]。内部バージョンは15。
- 2019年（令和元年）9月5日 - 「ウイルスバスター クラウド」の最新版を発売[27]。内部バージョンは16。
- 2020年（令和2年）9月3日 - 「ウイルスバスター クラウド」の最新版を発売[28]。内部バージョンは17。
- 2021年（令和3年）10月14日 - 「ウイルスバスター クラウド」の最新版を公開[29]。内部バージョンは17.7。
- 2023年（令和5年）9月19日 - 「ウイルスバスター クラウド」の最新版を公開[30]。内部バージョンは17.8。

## ウイルスバスターガール
- 初代 - 仲間リサ
  - 当初は「ウイルスバスターガール」の呼称は使っていなかった。ウイルスバスター2008【簡単編】のCMに出演。その後、ウイルスバスター2009[31]、ウイルスバスター2010[32]のCMに出演。
- 2代目 - 山本美月
  - 2代目ウイルスバスターガールとして、山本美月、藤本奈月、佐藤飛鳥、LAURENの中からユーザーからのウェブアンケートで決定した[33]。ウイルスバスター2011 クラウド[17]、ウイルスバスター2012 クラウド[18]、ウイルスバスター クラウド[20]、ウイルスバスター クラウド 10[34]などでCMなどのプロモーションに出演。

## 不具合

### CPU使用率が100%になる問題
2005年（平成17年）4月23日 7時33分から配布された「ウイルスパターンファイル2.594.00」に問題があり、Windows XP SP2など特定のWindows環境で適用し再起動すると、CPU使用率が100%となりPCの動作が極端に遅くなる不具合を生じさせた。同日9時2分に配布を中止、10時51分に修正版「ウイルスパターンファイル 2.596.00」を公開した。
翌24日には会見を開き、原因は、このバージョンで新しい圧縮形式に対応したが、この検査機能にミスがあり、特定の条件下で処理が無限ループになってしまったことであること、また人為的ミスでテストが行われずにリリースされていたことが説明された。
また、問題の2.594.00を削除するツールをインターネットで24日11時から配布。25日以降に家電量販店などでCD-ROMでも配布した。またオンサイトでのシステム復旧サービスを無償で実施した。
4月27日、以下のように補償することを公表した。
個人ユーザー
- 障害の発生有無に関係なく4月23日時点で有効な契約があれば自動的に契約期間を1か月無償で延長した。
- 専門業者などに依頼して既に復旧作業を行った場合は、8500円まで補填した。（6月15日受付終了）
- 障害が発生したが自分で復旧した旨を申告した場合は、契約期間をさらに3か月無償で延長した。（6月15日受付終了）

法人ユーザー
- 障害の発生有無に関係なく4月23日時点で有効な契約があれば自動的に契約期間を1か月無償で延長した。
- 復旧費用については個別対応

問題のバージョンをダウンロードしたユーザーは国内だけで約17万件であった。復旧サポート向け窓口として設置した「復旧費用ご相談窓口」の利用者数は5月9日～6月15日の総計で個人ユーザーが28,300件、法人ユーザーは700件だった。
また、この問題はWindowsの起動時にコンピュータが停止状態に陥ってしまうケースが多く、また情報の提供や問題修復ツールの配布はインターネットを中心に行われていたことから、情報を必要とする利用者に十分提供できなかったという側面もあった。

### TMTDIドライバがカーネル内で任意コード実行してしまう脆弱性
2011年（平成23年）2月14日、ローカルにアクセスしている攻撃者がカーネル内で任意のコードを実行できる脆弱性が存在することを公表し、修正モジュールを公開した。

### サービス運用妨害の脆弱性
2020年（令和2年）2月14日、システム起動中に特定のファイルが操作されることで、ウイルスバスタークラウドが無効化される脆弱性を公表した。修正モジュールは同年2月6日から自動配信済みであるためアップデートを適用することを呼び掛けた。

### DLLハイジャックの脆弱性
2020年（令和2年）2月20日、インストール実行時にDLLハイジャック攻撃を受ける脆弱性を公表した。インストールする場合は、過去にダウンロード済みの古いインストーラーを使わず、正規のWebサイトから最新のインストーラーをダウンロードするよう呼びかけた。